# Atmosfærisk støv
Atmosfærisk støv eller atmosfæriske partikler (engelsk particulate matter og heraf den også på dansk afledte forkortelse PM) er små stykker af faststof eller flydende stof opblandet i jordens atmosfæres luft.
En delmængde af partiklerne kan svæve permanent i luften og er partikler på 1 mikrometer eller mindre; ultrafine partikler - og blandingen af ultrafine partikler og luften kaldes atmosfærisk aerosol. Men det er også almindeligt at kaldes partiklerne alene for aerosol.
Kilder til det atmosfæriske støv kan være menneskelavet eller naturligt. Atmosfæriske støv kan negativt påvirke menneskers helbred, men kan også indvirke på klima, vejr og nedbør.
Atmosfærisk støv kan inddeles/klassificeres efter størrelse - her nanopartikler:
- PM10 - støv der har en diameter på 10 um eller mindre.
- PM2,5, fine partikler - støv der har en diameter på 2,5 um eller mindre.
- PM1, ultrafine partikler - støv der har en diameter på 1 um eller mindre.
- Sodpartikler, sod - har en diameter på mellem 70 nm og 2 um.[2]